# Niels Bukh
Niels Bukh (Dinamarca, 1880 - 1950) foi o maior revolucionário da estética masculina dinamarquesa do século XX. 
No ano de 1920, em uma pequena vila localizada em Ollerup, estabeleceu uma expressiva escola de treinamento físico, na qual desenvolveu formas de toque e vestuário. Os ginastas, usando de malhas justas e com o tronco a mostra, executavam movimentos "graciosos", rápidos e ritimados, e tocavam-se como nunca arteriormente, em grau de proximidade como nas modalidades modernas acrobática e aeróbica. Em conjunto, esta combinação caracterizava uma expressão forte e dinâmica, o que fez Bukh modernizar a pedagogia da ginástica.
Resumidamente, Niels Bukh foi uma figura complexa: desenvolveu a estética e a postura masculinas da ginástica, embora em acordo com os de limites autoritários e políticos; foi um dos maiores símbolos dinamarqueses, mas cooperou com o regime nazista.